# Apollonius của Rhodes
Apollonius của Rhodes (tiếng Hy Lạp cổ: Ἀπολλώνιος Ῥόδιος Apollṓnios Rhódios; tiếng Latinh: Apollonius Rhodius; nửa đầu thế kỷ thứ 3 trước Công nguyên), là một tác giả Hy Lạp cổ đại, nổi tiếng với Argonautica, một bài thơ sử thi về Jason và Argonauts và nhiệm vụ giành bộ lông cừu vàng. Bài thơ là một trong số ít các ví dụ còn lại của thể loại sử thi và nó vừa sáng tạo vừa có sức ảnh hưởng, giúp cho Ai Cập thuộc Hy Lạp có được một "kho lưu trữ hình ảnh" hoặc "lưu trữ hình ảnh" quốc gia, và tạo ra cho các nhà thơ Latin Virgil và Gaius Valerius Flaccus một mô hình cho các bài sử thi của riêng họ. Những bài thơ khác của ông, chỉ các đoạn trích còn lại đến nay, liên quan đến sự khởi đầu hoặc nền tảng của các thành phố, chẳng hạn như các địa điểm quan tâm của Alexandria và Cnidus đối với Ptolemy, người mà ông từng là học giả và thủ thư tại Thư viện Alexandria. Một cuộc tranh luận văn học với Callimachus, một thủ thư / nhà thơ khác của Thư viện Alexandria, là một chủ đề được các học giả hiện đại thảo luận nhiều vì người ta cho rằng điều này sẽ đưa ra một cái nhìn sâu sắc về thơ ca của họ, mặc dù có rất ít bằng chứng cho thấy có một cuộc tranh cãi như vậy giữa hai người. Trên thực tế hầu như không có chi tiết gì về Apollonius và thậm chí mối liên hệ của ông với Rhodes cũng là một vấn đề cần suy đoán. Từng được coi là một kẻ bắt chước Homer, và do đó là một nhà thơ thất bại, danh tiếng của ông đã được nâng cao nhờ các nghiên cứu gần đây, với sự nhấn mạnh vào các đặc điểm đặc biệt của các nhà thơ Hy Lạp như là người thừa kế học thuật của một truyền thống văn học dài vào thời điểm duy nhất trong lịch sử.

## Sách tham khảo
- Bulloch, A.W. (1985), "Hellenistic Poetry", trong P. Easterling and B. Knox (biên tập), The Cambridge History of Classical Literature: Greek Literature, Cambridge University Press
- Cameron, A (1995), Callimachus and His Critics, Princeton
- Green, P. (1997), The Argonautika, Berkeley
- Hunter, R. L. (1989), Apollonius of Rhodes, Argonautika, Book III, Cambridge University Press
- Lefkowitz, Mary R. (2011), "Myth and History in the Biography of Apollonius", trong T. Papaghelis and A. Rengakos (biên tập), Brill's Companion to Apollonius Rhodius; Second, Revised Edition, Brill
- Meyer, Doris (2011), "Apollonius as Hellenistic Geographer", trong T. Papaghelis and A. Rengakos (biên tập), Brill's Companion to Apollonius Rhodius; Second, Revised Edition, Brill
- T. Papaghelis and A. Rengakos, biên tập (2011), "Editors' Introduction", Brill's Companion to Apollonius Rhodius; Second, Revised Edition, Brill {{Chú thích}}: Đã bỏ qua tham số không rõ |authors= (trợ giúp)
- Race, William R. (2008), Apollonius Rhodius: Argonautica, Loeb Classical Library
- Rengakos, Antonios (2011), "Apollonius Rhodius as a Homeric Scholar", trong T. Papaghelis and A. Rengakos (biên tập), Brill's Companion to Apollonius Rhodius; Second, Revised Edition, Brill
- Sistakou, Evina (2011), "In Search of Apollonius' Ktisis Poems", trong T. Papaghelis and A. Rengakos (biên tập), Brill's Companion to Apollonius Rhodius; Second, Revised Edition, Brill
- Stephens, Susan (2011), "Ptolemaic Epic", trong T. Papaghelis and A. Rengakos (biên tập), Brill's Companion to Apollonius Rhodius; Second, Revised Edition, Brill